# 1 Night in Paris
 Der er for få eller ingen kildehenvisninger i denne artikel, hvilket er et problem. Du kan hjælpe ved at angive troværdige kilder til de påstande, som fremføres i artiklen.

1 Night in Paris er en pornografisk film fra 2004 med Paris Hilton og hendes ekskæreste Rick Salomon, som skabte en international sensation efter at Rick offentliggjorde den på internettet.
Filmen blev optaget af Rick Salomon med et Hi8-Handycam i 2001 på et hotelværelse på Hotel Bellagio i Las Vegas og viser explicite optagelser af Paris Hilton og Rick Salomon i gang med forskellige former for sex – så vel som Paris stopper op for at besvare et opkald på sin mobiltelefon, hvilke har afstedkommet en række parodier. Filmen blev udsendt netop som reality-tv-serien The Simple Life medvirkende Paris, gik i luften. Paris sagsøgte Rick for offentliggørelsen af båndet, men i juli 2005 blev sagen afgjort uden for retten, tilsyneladende uden nogen kompensation til Paris.
1 Night in Paris er udgivet på dvd i 2004 af Red Light District, et Los Angeles-baseret produktionsfirma der producerer og distribuerer pornografiske videoer. I 2005 modtog den AVN priser som værende årets "Bedst sælgende udgivelse", "Mest udlejede udgivelse" og som havende årets "Bedste marketing kampagne" indenfor individuelle projekter.